# Aurelio Mancuso
Aurelio Mancuso (Aosta, 8 de noviembre de 1962) es un político, periodista y activista LGBT italiano, expresidente nacional de Arcigay.

## Biografía
Entre 1981 y 1986 fue secretario regional de la Federación Juvenil Comunista Italiana. En 1988 entró a formar parte de la secretaría regional valdostana del Partido Comunista Italiano y posteriormente de la equivalente del Partido Democrático de la Izquierda y de los Demócratas de Izquierda, como responsable de prensa y propaganda y sucesivamente como responsable de organización de campañas electorales.
También se preocupó por las condiciones en las cárceles y organó iniciativas por la inclusión en un centro penitenciario del Valle de Aosta. En 1990 asumió la dirección del semanario de la izquierda valdostana Le Travail, cargo que mantuvo hasta 2001. Como periodista freelance, colaboró con varias cabeceras y llegó a ser responsable sectorial del semanario Il Corsivo du pays d'Aoste.

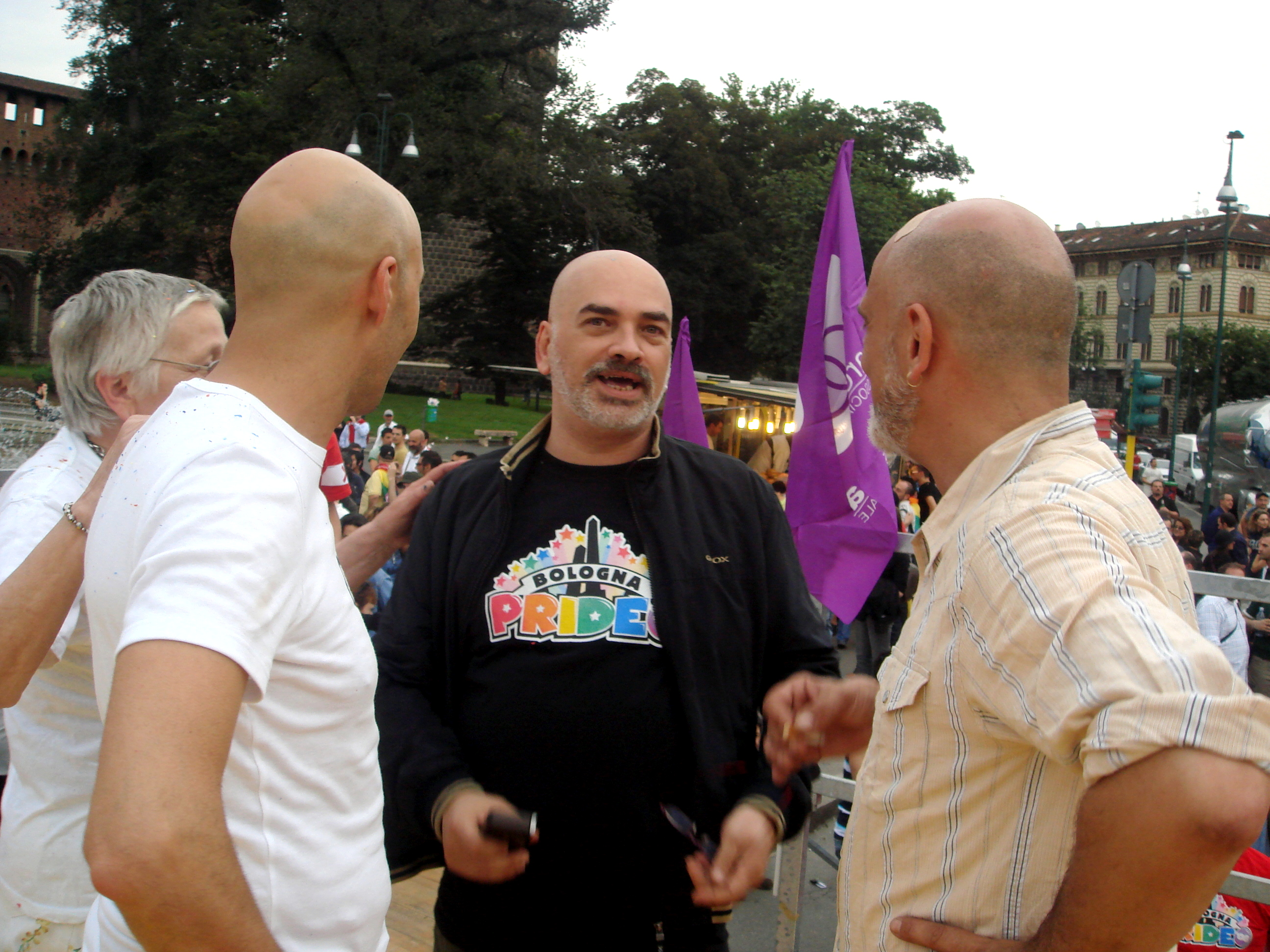
Aurelio Mancuso en el Orgullo Gay de Milán 2008

En septiembre de 1994, en un editorial publicado en Il Corsivo, hizo pública su propia homosexualidad. En enero de 1995 tuvo lugar la primera reunión de un grupo de gais y lesbianas del Valle de Aosta y el 9 de marzo nació la asociación Arcigay Valle d'Aosta, de la que Mancuso fue elegido presidente. Tras el 9.º congreso nacional de Arcigay, fue designado miembro de la secretaría nacional con la función de tesorero y posteriormente asumió el cargo de responsable de relaciones con los círculos.
En 2000 fue nombrado portavoz nacional de la Coordinación de Homosexuales de los Demócratas de Izquierda (CODS en sus siglas en italiano). Durante su gestión, la CODS llevó a cabo varias iniciativas, como la participación de los Demócratas de Izquierda (DS) en el WorldPride Roma 2000, la promoción de la candidatura de Gianni Vattimo al Parlamento Europeo y la promoción de la candidatura de Franco Grillini a la Cámara de Diputados.
Fue elegido secretario nacional de Arcigay el 3 de febrero de 2002 y reelegido en 2005. En diciembre de 2006, tomó la decisión de abandonar el partido Demócratas de Izquierda, después de 25 años de militancia, mediante una carta al secretario Piero Fassino en la que criticó las posturas de apaciguamiento del partido frente a la Iglesia católica sobre cuestiones vinculadas a las personas LGBT. Entre el 13 de mayo de 2007 y el 14 de febrero de 2010 ocupó la presidencia nacional de Arcigay.
El 11 de marzo de 2010 entró en el Partido Democrático, y formó parte de la Comisión Nacional de Garantía. El 6 de octubre de 2010 fundó la asociación Equality Italia, en la que ejerció como presidente.
A lo largo de los años, luchó por la aprobación de la ley sobre uniones civiles, aunque también tuvo desencuentros en el seno del movimiento LGBT, sobre todo debido a su oposición a la gestación subrogada.
En 2021 formó una carta por la modificación de la propuesta de ley presentada por Alessandro Zan contra la homofobia, la transfobia, la misoginia y el capacitismo.